# Bauska Slot
Bauska Slot (lettisk: Bauskas pils) er et bygningskompleks bestående af ruiner af en tidligere borg og et senere opført slot i udkanten af byen Bauska i Letland.
Det imponerende slot, resterne af hvilket for nylig blev restaureret, står på den smalle halvø ved sammenløbet af floderne Mūsa og Mēmele, hvor de danner floden Lielupe. I oldtiden var bakken stedet for en gammel semgallisk fæstning. De første stenbygninger blev opført mellem 1443 og 1456 af Den Tyske Ordens livlandske gren, og byggeriet fortsatte indtil slutningen af det 16. århundrede. Den gamle del af slottet bestod af et stort udkigstårn med 3½ meter tykke mure, et fængsel under tårnet, en garnison, og en vindebro ved portene. Efter sammenbruddet af Den Tyske Orden i dette område i 1562, blev borgen opholdssted for hertugerne af Kurland, for hvem det tilstødende slot blev bygget i det 17. århundrede. I 1702, under den Store Nordiske Krig, blev både borgen og slottet sprængt i luften og efterladt.
Kun ruinerne er tilbage fra sædet af den livlandske orden. Slottet er imidlertid fuldt restaureret og kan besøges dagligt i sommermånederne. Besøgende kan udforske slottet, besøge museet, spise i caféen, og bestige borgens kernetårn, som har en omfattende panoramaudsigt over den omkringliggende by og det omkringliggende landskab.